# Zwitserse glansslak
De Zwitserse glansslak (Oxychilus navarricus) is een slakkensoort uit de familie van de Oxychilidae. De wetenschappelijke naam van de soort werd in 1870 voor het eerst geldig gepubliceerd door Jules René Bourguignat.

## Kenmerken
Het rechtsgewonden, vrij kleine slakkenhuisje is afgeplat-conisch, de naad is in zijaanzicht slechts licht verhoogd. De breedte is 8 tot 10 mm, de hoogte is 4,5 tot 6 mm. In het volwassen stadium heeft hij 4½ tot 6 windingen die aan de bovenzijde nauwelijks convex zijn en regelmatig toenemen. De naad is erg vlak. Aan de periferie zijn de windingen goed afgerond tot zeer zwak geschouderd. De laatste winding is slechts ongeveer 1,5 keer zo breed (of zelfs iets minder) dan de vorige winding. De windingen zijn aan de onderzijde goed afgerond. De navel is smal, slechts een zevende tot een achtste van de diameter. De mond is in direct bovenaanzicht transversaal elliptisch, afgezien van de snede door de vorige winding. De mondrand is recht en puntig. Het oppervlak van de mond is enigszins schuin ten opzichte van de as van de windingen.
Het huisje is bruingeel van kleur en doorschijnend. Rond de navel is het melkwit en ondoorzichtig. Het oppervlak is zeer glanzend en bijna glad, afgezien van zeer fijne groeistrepen. Het zachte lichaam is blauwgrijs. De zijkanten van het dier vertonen vaak fijne, donkere lengtestrepen. De rand van de mantel is gitzwart en zichtbaar als een zwarte band door de schelp (wanneer het dier zich in het huisje heeft teruggetrokken). Als je het zachte lichaam van deze soort aanraakt, ruik je een vage geur van knoflook.

### Vergelijkbare soorten
Gemiddeld is de schelp iets groter dan die van de kelder-glansslak (Oxychilus cellarius), de navel is smaller. De knoflookgeur die het dier afgeeft bij aanraking zou echter zwakker zijn dan die van de lookglansslak (Oxychilus alliarius), die zijn naam dankt aan deze intense geur.

## Geografische spreiding en leefgebied
Het verspreidingsgebied strekt zich uit van Nederland in het noorden tot Noord-Spanje in het zuiden, tot het westen van Noordoost-Frankrijk, via Zwitserland, Zuid-Duitsland tot Oostenrijk. De soort is waarschijnlijk enkele honderden jaren geleden op de Britse Eilanden geïntroduceerd, waar hij zich momenteel zowel in Engeland als in Ierland uitbreidt. Er zijn ook enkele voorvallen in Schotland. In 2002 werd het gevonden in Noorwegen, waarschijnlijk ook antropogeen geïntroduceerd.
De soort geeft de voorkeur aan vochtige, schaduwrijke plaatsen in loofbossen en rijen hagen tussen rotsen onder mos, ook in ravijnen, bij bronnen en in grotingangen. In Zwitserland komt het voornamelijk voor op hoogten tussen 700 en 2400 meter boven zeeniveau. Op de Britse eilanden bewoont het ook oude steengroeven, bermen en afzettingen van rotspuin, dat wil zeggen antropogeen beïnvloede of gecreëerde leefgebieden.